# Élections communales marocaines de 2009
Les élections communales de 2009 au Maroc se sont déroulées le 12 juin 2009. Le taux de participation pour les municipales s’était élevé à un peu plus de 54 %. Les conseillers votent à leur tour pour les bureaux communaux afin d'élire les présidents de communes.

## Les communales en chiffres

### Nombre de sièges et participation
Le taux de participation a été de 52,4 % avec 7 005 050 votants
Le nombre de sièges au Conseils communaux sont de 27 006. 
Les différents partis politiques ont tenu 1 700 meetings ayant drainé 370 000 participants.

### Femmes
3 406 femmes ont été élues sur un total de 20 458 candidates, contre 127 en 2003, soit une augmentation de 250 %.
18 % des élus ont moins de 35 ans contre 16 % en 2003.

### Niveau d'instruction
51 % de ces élus ont un niveau d'instruction secondaire ou supérieur contre 46 % en 2003. Chez les femmes élues, elle est de 71 %.

### Plaintes
1 767 plaintes ont été déposées auprès des autorités compétentes, soit en moyenne 8 plaintes par 100 circonscriptions électorales. Ces plaintes relatives à des incidents ayant émaillé cette consultation. 1 149 cas ont été classés et 144 autres ont fait l'objet de poursuites.

## Campagnes électorales

### Financement
Le budget de cette campagne s'élève à 550 000 000 DH réparti comme suit, 50 000 000 DH consacrés à la révision exceptionnelle des listes électorales, 200 000 000 DH au financement des campagnes électorales des partis politiques, unions de partis et syndicats. La logistique de l'opération électorale a coûté 250 000 000 DH et l'organisation des élections des Chambres professionnelles, des conseils préfectoraux et régionaux et du renouvellement des tiers des membres de la Chambre des conseillers.

### Candidatures
Le nombre de candidatures a dépassé les 130 223. Pour les circonscriptions ordinaires des communes à scrutin uninominal (−35 000 habitants), ce chiffre s'élève à 55 751 candidatures. Quant aux 92 communes à scrutin de liste, le nombre de listes déposées a atteint 1892, totalisant 59 188 candidatures. En ce qui concerne les circonscriptions électorales additionnelles réservées aux femmes, le nombre de listes déposées à l'échelle nationale a atteint 5 853, totalisant 15 284 candidatures pour 3 344 sièges.

### Scrutin
191 425 personnes ont été présentes dans les 38 285 bureaux de vote dotés 8 200 urnes transparentes. Par ailleurs, 76 500 agents de sécurité ont veillé au bon déroulement de l'opération et 31 000 auxiliaires et fonctionnaires qui ont eu droit à 564 000 repas.

### Ressources matériels et humains
Le ministère de l'Intérieur a alloué 500 imprimantes et 1500 ordinateurs à l'administration territoriale pour un budget de 23 700 000 DH. L'opération de vote a fait usage de 400 tonnes de papiers blancs, 120 000 stylos à encre indélébile et 400 000 stylos pour le vote.
Le nombre de bureaux de vote a été de 38 285, 8 200 urnes transparentes, 105 000 cadenas afin d'assurer la transparence de l'opération de vote. En termes de ressources humaines, 191 425 membres de bureaux de vote, 76 500 éléments des forces de l'ordre et 31 000 agents et auxiliaires d'autorité et fonctionnaires qui ont été mobilisés, sans oublier les "scrutateurs" représentant les partis politiques et les observateurs neutres qui ont pour mission de garantir le bon déroulement de l'opération électorale.

### Répartition des sièges
La répartition est à la proportionnelle avec un seuil de représentativité de 6 %. On procède comme dans cet exemple :
Une circonscription de 4 sièges avec 5 partis politiques : A,B,C,D,E. Ces listes ont obtenu respectivement 30 000, 55 000, 1 500,3 500, 80 000 suffrages. Pour participer à la répartition il faut atteindre les 6 % de représentativité fixé à 6 % des suffrages exprimés. Dans ce cas, c'est 170 000 * 6 % = 10 200 voix. Les listes C et D sont automatiquement exclues. Nous avons maintenant 165 000/4=41 250 c'est le quotient électoral. Chaque liste ayant atteint le quotient a droit à un siège. Puisqu'on est dans le système du scrutin à la proportionnelle selon la règle du plus fort reste, la liste A (30 000 voix) n'aura pas de siège mais verra toutes ses voix comptabilisés comme reste. La liste B obtient un siège (55 000 voix) avec un reste de 13 750 voix). Quant à la liste E (80 000 voix), elle obtient un siège avec un reste de 38 750 voix. Les deux sièges restants seront donc attribués respectivement à la liste E avec un reste de 38 750 et à la liste A avec un reste de 30 000 voix. La liste E obtient 2 sièges et les listes B et A 1 siège chacune. Toutefois, il y a des listes additionnelles concernant les femmes, le même mode de calcul est alors appliqué à la liste.

## Déroulement des élections

### Boycotts
Des douars entiers ne sont pas allés voter, ceux Ahl-El-Oued (commune Arfala) à azilal ont boycotté à l'unanimité les élections même leurs élus y ont participé, ainsi le moqadem (autorité locale) a refusé la mise en place des urnes. Ils protestent contre leur situation de vie désastreuse. Selon les associations locaux:« quand notre douar est frappé par les inondations du Oued Abid, personne ne pense à nous. Et quand il s'agit d'élections, on reçoit non seulement les représentants des partis et leurs élus mais également les autorités locales qui refusent de nous recevoir dans d'autres circonstances. En plus nous sommes complètement isolés depuis la destruction du pont qui relie le douar aux régions voisines, notamment l'école ». D'autres douars ont également adopté le même choix. dans la région d'Erfoud, c'est toute la tribu (Aït Ahmed Ousaïd) qui a boycotté les élections en signe de colère contre la marginalisation et les abus de pouvoir dont ils souffrent.

### Disparition d'élus
A Laâyoune, le clan des Ould Errachid, par le biais du frère de Khalli-Henna Ould Errachid a été contraint d'emmener les 23 élus de leur Parti de l'Istiqlal dans une destination inconnue, à cause des manœuvres de certaines personnes qui n'ont pas lésiné sur les moyens pour soudoyer deux élus de la majorité absolue au point de promettre 10 000 000 DH à chacun en cas de ralliement anti-Ould Errachid. Le Wali Mohamed Jelmous, considéré par certains représentant locaux des partis politiques, comme très proche de Fouad Ali el-Himma laisse trainer la date de fin de l'opération.

### Mairie d'Oujda
A Oujda, l'élection communale fera date dans les annales. Menaces, agressions, chantages et enlèvements. Abdelaziz Aftati, député du PJD a qualifié l'élection de Omar Hejira à la mairie comme  « les intronisations de Hamid Karzai en Afghanistan ou Iyad Allaoui en Irak. Pour les deux premiers c'est l'occupation américaine qui leur a balisé la voie. Mais pour Hjira ce sont les manœuvres des services secrets avec le rapt de cinq élus locaux PJD et la disparition de trois autres qui ont réapparu à l'heure du vote ». Il accuse ouvertement « Omar Hejira d'être le candidat des services généraux ». La réaction d'un grand électeur est similaire « ce sont les pires élections que nous avons connues. Même un Driss Basri vivant serait incapable d'user d'autant de méthodes d'intimidation et de menaces ». Les agents du RG présents dans la salle enregistrent le vote de chaque élu. Le scrutin n'était pas secret. Une autre entorse aux règlesde la démocratie. En conséquence de ces dérapages les élus du PJD se sont retirés de l'opération de vote. Des élus PJD ont été molestés par les forces de sécurité en blessant certains élus. Noureddine Boubeker s'est retrouvé dans un état critique. Mustapha Ramid « nous ne comprenons rien. Apparemment, il y a des responsables qui n'assimilent pas ce qu'ils ont fait. A Oujda, on a dépassé toutes les limites de l'acceptable. Au point qu'il y a eu une tentative d'assassinat sur un de nos conseillers (Ahmed Belgaid) ».

### Karim Ghellab hystérique
La défaite de Fihr Fassi à l'élection du bureau de la mairie de Casablanca a eu un impact négatif sur Karim Ghellab. Le ministre des transports a visiblement piqué une crise aiguë qui l'a fait sortir de ses gonds, criant à qui veut l'entendre « Fihr Fassi est le fils du premier ministre (Abbas El Fassi), vous auriez dû l'élire par respect pour son père. » Fihr Fassi a été battu par Abderrahim Outasse du PJD. Outre le revers de Fihr, il s'est résigné à la défaite, cette fois de Mohamed Rifi, un candidat sur lequel le ministre des transports a misé gros pour sa réélection à la présidence de Sbata.

## Résultat des communales
| Parti                                                       | Votes en % | Sièges |
| ----------------------------------------------------------- | ---------- | ------ |
| Parti Authenticité et Modernité (PAM)                       | 21,15      | 6015   |
| Parti Istiqlal/Parti d'Indépendance (PI)                    | 19,1       | 5292   |
| Rassemblement national des indépendants (RNI)               | 14,8       | 4112   |
| Union socialiste des forces populaires (USFP)               | 11,6       | 3226   |
| Mouvement populaire (MP)                                    | 8          | 2213   |
| Parti de la justice et du développement (PJD)               | 5,5        | 1513   |
| Union constitutionnelle (UC)                                | 4,7        | 1307   |
| Parti du progrès et du socialisme (PPS)                     | 4          | 1102   |
| Front des forces démocratiques (FFD)                        | 2,4        | 678    |
| Union PADS/CNI/PSU (PADS/CNI/PSU)                           | 1,7        | 475    |
| Mouvement démocratique et social (MDS)                      | 1,2        | 319    |
| Parti Al-Ahd Addimocrati (PAD)                              | 1,1        | 294    |
| Parti travailliste (PT)                                     | 1          | 288    |
| Parti du renouveau et de l'équité (PRE)                     | 0,7        | 181    |
| Parti de l'environnement et du développement durable (PEDD) | 0,4        | 106    |
| Parti marocain libéral (PML)                                | 0,3        | 90     |
| Parti de l'unité et de la démocratie (PUD)                  | 0,3        | 84     |
| Parti de la réforme et du développement (PRD)               | 0,3        | 82     |
| Parti socialiste (PS)                                       | 0,3        | 81     |
| Parti des forces citoyennes (PFC)                           | 0,2        | 47     |
| Sans appartenance politique (SAP)                           | 0,2        | 47     |
| Parti de la renaissance et de la vertu (PRV)                | 0,1        | 30     |
| Parti de l'action nationale (PAN)                           | 0,1        | 23     |
| Parti de l'action (PA)                                      | 0,1        | 21     |
| Parti de l'espoir (PE)                                      | 0,1        | 14     |
| Parti de la société démocratique (PSD)                      | 0          | 12     |
| Union marocaine pour la démocratie (UMD)                    | 0          | 7      |
| Parti de la liberté et de la justice sociale (PLJS)         | 0          | 7      |
| Total (taux de participation 52,4 %, bulletins nuls 11 %)   | 100 %      | 27 795 |
| Sources : Maghreb Arabe Presse                              |            |        |